# Antonio Franconi
Antonio Franconi est un écuyer italien né à Udine le 5 août 1737 et mort à Paris le 6 décembre 1836. 

## Biographie
Arrivé en France vers 1760 après avoir quitté Udine apparemment à cause d'un duel où il aurait tué son opposant, il commence par être bateleur dans le sud de la France. Il est notamment dans les Cévennes en 1769, à Rouen, puis à Bordeaux où il organise des combats de taureaux, puis à Lyon où il s'installe aux Brotteaux dans un établissement qui accueille progressivement ses exercices équestres. 
Citoyen de Lyon, il sillonne la France avec ses spectacles équestres. Il paraît pour la première fois le 15 avril 1789 chez l'écuyer anglais Philip Astley qui avait ouvert un manège à Paris où Franconi s'installe en 1793 alors que l'écuyer anglais a dû quitter la France. La même année son établissement à Lyon brûle et Antonio Franconi cherche à s'établir à Paris. Il apparaît régulièrement lors de courses équestres à Paris après la Révolution et il en organise des fêtes révolutionnaires. Il paraît, avec ses fils Laurent et Henri, chez des entrepreneurs de spectacles parisiens, puis s'installe à Yerres, où sa cataracte le rend quasiment aveugle en 1798. Il est soigné mais semble ne plus remonter à cheval laissant à ses fils les affaires familiales.
Antonio Franconi est inhumé au cimetière du Père-Lachaise (35e division).

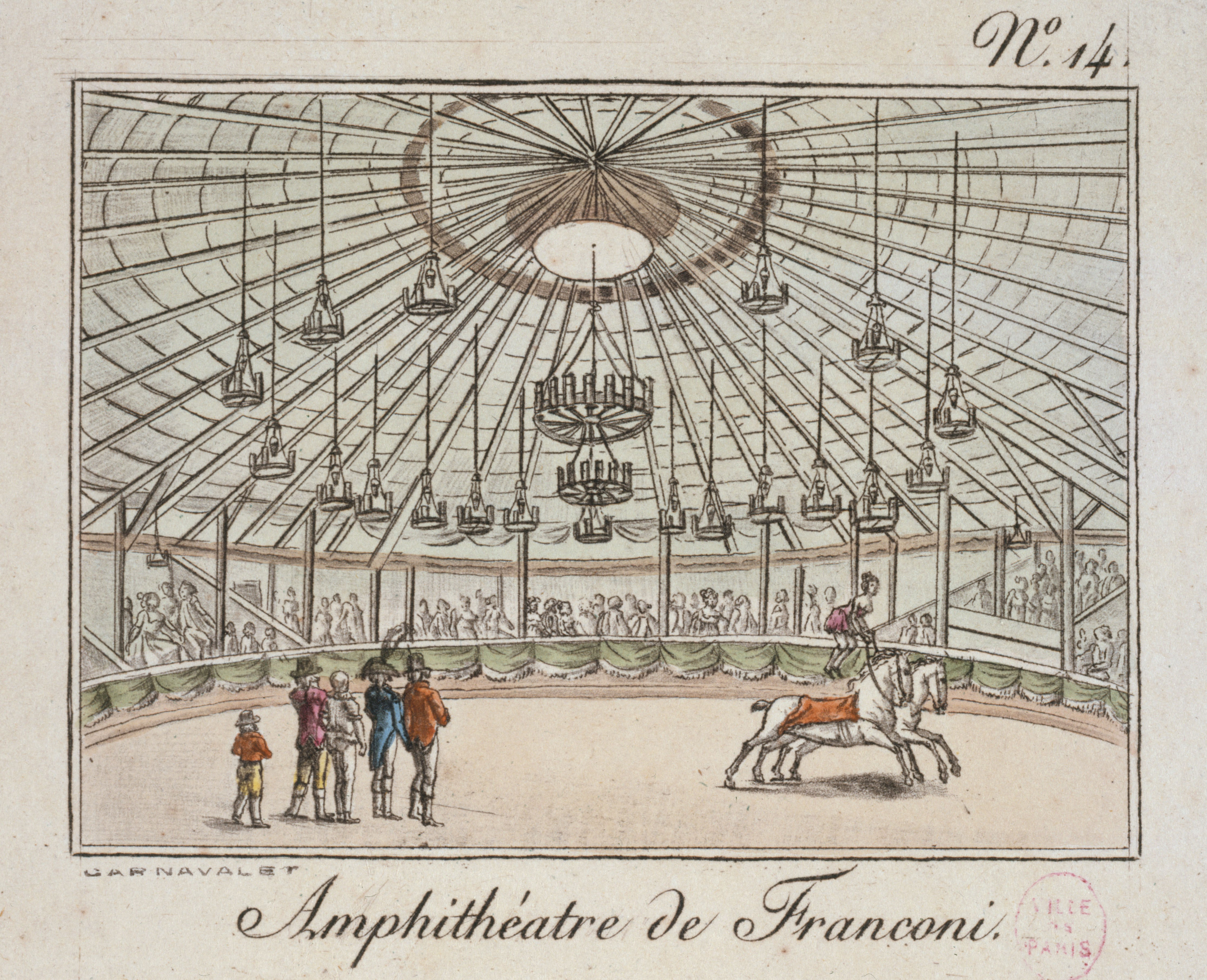
Amphithéâtre de Franconi.

### Descendance
Antonio Franconi s'est marié en premières noces avec Marie-Anne Merleti et en secondes noces, en 1798, avec Elisabeth Massucati avec laquelle il a eu trois fils, Louis (1774-1807), Laurent (1776-1849) et Henri (1779-1849).
Laurent et Henri Franconi, en 1802, établissent le manège Franconi au Couvent des Capucines. Le jardin est exproprié pour le percement de la rue Napoléon en 1806 et les Franconi s'installent alors rue du Mont-Thabor et ouvrent le premier Cirque Olympique, dédié au spectacles équestres.
Les fils, petit-fils et arrière petit-fils ont inscrit la dynastie Franconi dans la lignée des grandes familles des spectacles parisiens. Hommes de cheval  ils ont dirigé les théâtres équestres, cirques et hippodromes de spectacles de Paris. Victor Franconi a fondé le 3 juillet 1845  « l'Hippodrome », situé alors place de l'Étoile. Charles Franconi a dirigé le Cirque d'Hiver jusqu'en 1907.

## L'amphithéâtre de Franconi vu par Louis-Marie Prudhomme en 1804
Amphithéâtre de Franconi, au jardin des Capucines.

« Ce sont des chevaux dressés à divers exercices très-curieux. Mademoiselle Franconi danse sur des chevaux avec beaucoup de grâce. Chacun admire le cheval savant qui se couche, fait le mort, ramasse un fouet, un mouchoir, etc. Il y a autant de différence entre un cheval dressé par Franconi, et un cheval qui n'a que son instinct naturel, qu'il y en a entre un homme élevé à la cour, et un paysan qui n'est jamais sorti de son village »

— Louis-Marie Prudhomme, Miroir de l'ancien et du nouveau Paris….